# Victoria Valley (Antarktika)
Das Victoria Valley ist ein ausgedehntes, eisfreies Trogtal im ostantarktischen Viktorialand. Es erstreckt sich vom Oberen Victoria-Gletscher bis zum Unteren Victoria-Gletscher, liegt nördlich des Wright Valley und etwa parallel zu diesem. 
Benannt wurde es anlässlich der von 1958 bis 1959 durchgeführten Kampagne im Rahmen der Victoria University’s Antarctic Expeditions nach der Alma Mater der Victoria University of Wellington, welche die Expedition finanziell unterstützt hatte.
Im Victoria Valley liegt der hypersaline See Lake Vida.

## Weblinks

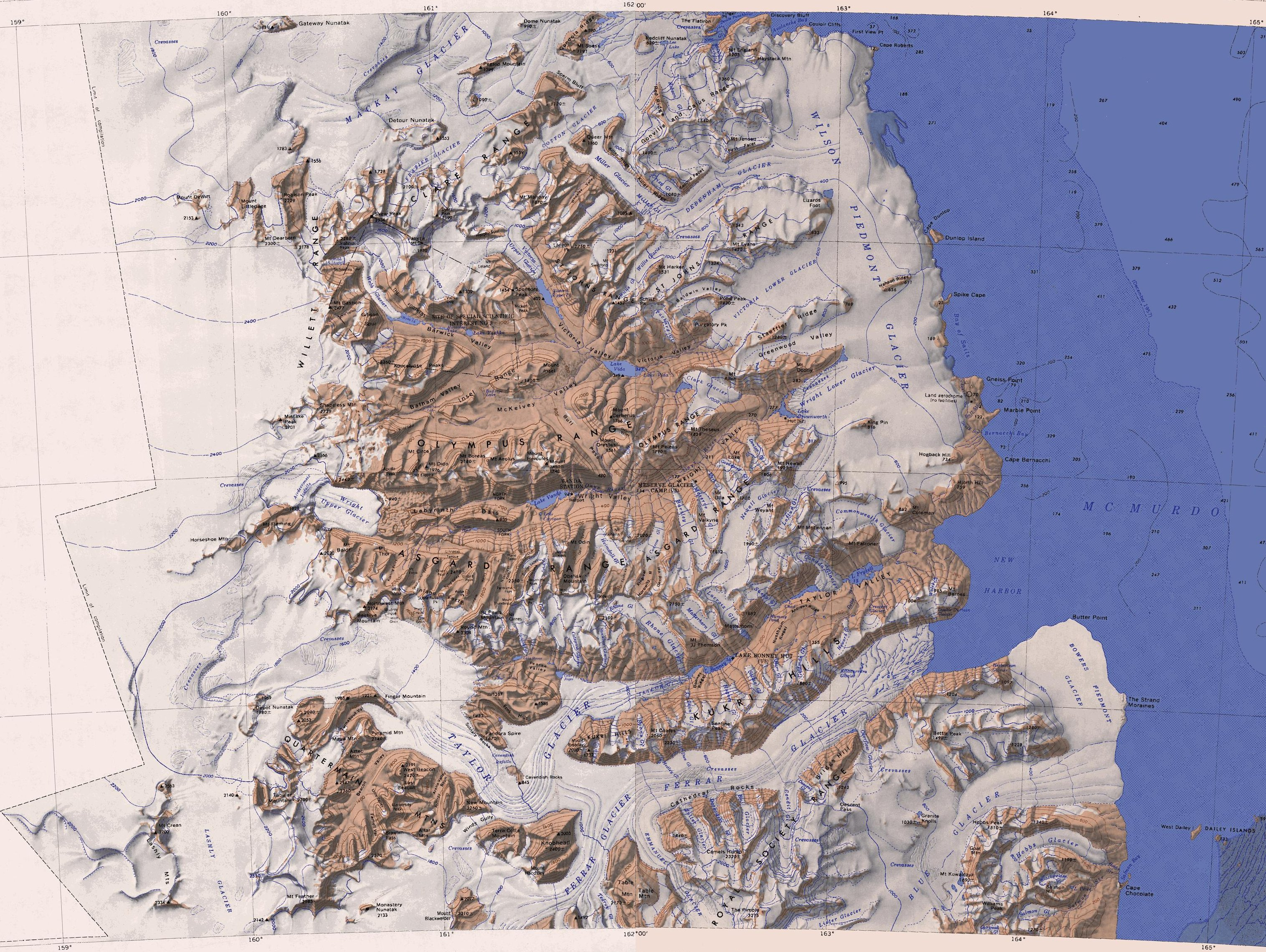
Topographische Karte der Antarktischen Trockentäler